# Ladislao Vajda
 Ladislao Vajda, właśc. László Vajda Weisz (ur. 18 sierpnia 1906 w Budapeszcie, zm. 25 marca 1965 w Barcelonie) – węgierski reżyser i scenarzysta filmowy, pracujący przez większość życia w kinematografii hiszpańskiej.
Zdobywca Srebrnego Niedźwiedzia na 5. MFF w Berlinie za film Marcelino, chleb i wino (1955) oraz Srebrnego Niedźwiedzia – Nagrody publiczności na 6. MFF w Berlinie za film Wujaszek Jacinto (1956).
Członek jury konkursu głównego na 11. MFF w Cannes (1958).